# Louis Sullivan
Louis Henri Sullivan, adesea doar Louis Sullivan (n. 3 septembrie 1856, Boston, Massachusetts, SUA – d. 14 aprilie 1924, Chicago, Illinois, SUA) a fost un arhitect american, denumit "părintele arhitecturii moderniste".  Sullivan, care este considerat de mulți specialiști și arhitecți ca fiind creatorul zgârie-norilor moderni, a fost un arhitect care a exercitat o puternică influență asupra arhitecturii și arhitecților, critic al "Școlii din Chicago" (în original, Chicago School of Architecture⁠(d)) și mentor al lui Frank Lloyd Wright. Principiul „forma (întotdeauna) urmează funcția” îi este atribuit, deși el îi găsește originea în arhitectura romană.

## Biografie

### Biografie timpurie
Louis Sullivan s-a născut în Boston, Massachusetts fiul al unui irlandez, Patrick Sullivan și al unei elvețiene, Adrienne List, care au emigrat în Statele Unite în anii 1840 târzii.  Crescut într-o familie multi-etnică și multi-culturală, tânărul Louis Sullivan a învățat numeroase și diverse lucruri bazate pe calitățile sale native, așa cum sunt desenul, grafica, cântatul la mai multe instrumente muzicale, dansuri clasice și populare, supraviețuirea în condițiile viații de la țară și a celei urbane.  Era prolific și fluent în engleză, franceză, germană, irlandeză și alte limbi galice.  Toate acestea, manifestate pe un fond puternic orientat artistic, l-au făcut să fie extrem  de independent, știind încă de la vârsta de 11 ani că va urma să devină arhitect. 
În timpul cât a fost în liceu, Sullivan a fost un elev al profesorului Moses Woolson, a cărui influență educativă s-a exercitat de-a lungul întregii sale vieți.  După absolvirea liceului înaintea generației sale, la vârsta de 16 ani, și după ce trecuse nenumărate examene severe de capacitate și diverse baterii de teste, a intrat la școala de arhitectură a Massachusetts Institute of Technology, singura instituție de învățământ superior din Statele Unite care oferea atunci astfel de specializare.  După numai un an, dezamăgit să constate că facultatea de arhitectură a MIT, care copia programa de învățământ a École des beaux-arts de Paris, se axa pe studiul exclusiv al arhitecturii anticilor, Renașterii, barocului, clasicismului și academismului, părăsește studiile, se mută la Philadelphia, Pennsylvania și își găsește singur serviciu la firma arhitectului Frank Furness⁠(d). 

### Chicago, Paris, Chicago
Depresiunea economică cunoscută în istoria Statelor Unite ca [The] Long Depression⁠(d) a anului 1873, l-a făcut pe Furness să renunțe la Sullivan, în ciuda aprecierii deosebite a calităților sale tehnice și artistice.  În acest punct de cotitură al carierei sale, Sullivan s-a mutat la Chicago, în același an 1873, pentru a fi parte a exploziei dezvoltării orașului care a urmat dezastrului provocat de Marele incendiu din Chicago (în original, en  Great Chicago Fire) din 1871).  În această perioadă, Sullivan a lucrat pentru William Le Baron Jenney⁠(d), arhitectul adeseori creditat cu înălțarea primei clădiri moderne cu schelet de oțel. 
După mai puțin de un an la firma lui Jenney, Sullivan s-a mutat la Paris și a studiat pentru un an la renumita fr  École nationale supérieure des beaux-arts.  Deși programul acesteia, copiat de MIT, fusese cu doar doi ani în urmă o dezamăgire pentru Sullivan, de data aceasta arta Renașterii și spiritul fecund și puternic inspirant a lui Michelangelo Buonarotti îl captivează și îi emulează interesul și creativitatea artistică. 